# Rangoon (film, 1995)
Pour la ville de Birmanie, voir Rangoon.
Pour le film de 2017, voir Rangoon (film, 2017).
Pour plus de détails, voir Fiche technique et Distribution.
Rangoon (Beyond Rangoon) est un film britannico-américain réalisé par John Boorman en 1995. Il est tiré d'une histoire vraie survenue lors des événements politiques de 1988 en Birmanie.
Il est présenté en compétition officielle au festival de Cannes 1995.

## Synopsis
En 1988. Depuis les meurtres de son mari et de son fils, Laura Bowman vit repliée sur elle-même, prisonnière de sa douleur. Pour tenter d'oublier, elle part en voyage touristique en Asie du Sud-Est sur les conseils de sa sœur Andy. À la suite de la perte de son passeport, Laura est contrainte de rester à Rangoun, capitale de la Birmanie. Dans ce pays déchiré par la guerre civile, des émeutes éclatent. Laura doit fuir. Elle rencontre des birmans qui tentent de fuir leur pays. Impuissante devant cette guerre, elle va essayer de survivre tant bien que mal.

## Fiche technique
Sauf indication contraire, les informations mentionnées dans cette section peuvent être confirmées par la base de données cinématographiques IMDb,  présente dans la section « Liens externes ».
- Titre francophone : Rangoon
- Titre original : Beyond Rangoon
- Réalisation : John Boorman
- Scénario : Alex Lasker et Bill Rubenstein
- Direction artistique : Errol Kelly
- Décors : Anthony Pratt
- Costumes : Deborah Kramer
- Photographie : John Seale
- Montage : Ron Davis
- Musique : Hans Zimmer
- Effets spéciaux : John Evans
- Production : John Boorman, Eric Pleskow, Sean Ryerson et Barry Spikings

Coproducteurs : Alex Lasker et Bill Rubenstn
Producteurs associés : Walter Donohue et Mark Egerton
- Société de production : Castle Rock Entertainment
- Sociétés de distribution : Columbia Pictures, UGC Les Films Columbia TriStar du Canada et Malofilm Vidéo
- Budget : 23 millions de dollars
- Pays de production :  États-Unis,  Royaume-Uni
- Format : couleur (Technicolor - caméras Panavision) - 35 mm - 2.39:1 - son Dolby numérique et SDDS
- Langue originale : anglais
- Genre : drame
- Durée : 100 minutes
- Dates de sortie[1] :
  - France, Suisse romande : 24 mai 1995
  - Royaume-Uni : 30 juin 1995
  - États-Unis : 25 août 1995
- Tout public

## Distribution
- Patricia Arquette : Laura Bowman
- Frances McDormand : Andy Bowman
- U Aung Ko : U Aung Ko
- Spalding Gray : Jeremy Watt
- Tiara Jacquelina : San San, la réceptionniste
- Kuswadinath Bujang : le colonel à l'hôtel
- Victor Slezak : M. Scott
- Jit Murad : Sein Htoo
- Ye Myint : Zaw Win
- Cho Cho Myint : Zabai
- Johnny Cheah : Min Han
- Jim Cummings : un soldat
- Adelle Lutz : Aung San Suu Kyi

## Production
Le rôle principal de Laura Bowman est écrit pour Meg Ryan. Jodie Foster, Meryl Streep et Michelle Pfeiffer auditionnent, avant que Patricia Arquette soit choisie.
Le tournage a lieu en Malaisie (Ipoh, Kuala Kangsar, George Town, etc.) et en Thaïlande.

## Bande originale
La musique du film est composée par Hans Zimmer. Il utilise des instruments d'Asie du Sud-Est et des enregistrements des véritables événements politiques de 1988 en Birmanie.
Liste des titres
1. Waters of Irrawaddy - 3:48
2. Memories of the Dead - 1:45
3. I Dreamt I Woke up - 8:41
4. Freedom from Fear - 1:06
5. Brother Morphine - 1:49
6. Our Ways Will Part - 7:11
7. Village Under Siege - 4:10
8. Beyond Rangoon - 10:09

## Distinctions
Rangoon est présenté en compétition officielle au festival de Cannes 1995. Par ailleurs, il obtient les Political Film Society Award for Democracy (en) et Political Film Society Award for Peace (en).